# Tolmomyias traylori
Tolmomyias traylori là một loài chim trong họ Tyrannidae.